# Les Noirs du Québec, 1629-1900
Cet article concerne l'ouvrage. Pour la minorité visible, voir Communautés noires du Québec.
Les Noirs du Québec, 1629-1900 est un ouvrage historiographique québécois écrit par Daniel Gay et publié en 2004 par les Éditions du Septentrion.

## Contexte
L'historiographie québécoise sort rarement du cadre de la Nouvelle-France, de la conquête britannique, de l'emprise du clergé et de la Révolution tranquille. Tout sujet d'étude en dehors de l'identité, de la souveraineté et du Québec français est vu comme impertinent à la lutte autonomiste du Québec et les chercheurs qui étudient des sujets hétérodoxes comme accusés de subversion et de ne pas être assimilé à la société. En conséquence, l'histoire culturelle, sociale, politique et économique des personnes noires québécoises est sous-développée,,.
Daniel Gay a comme ambition de faire les premières démarches pour des études futures plus approfondies sur les Noirs au Québec de faire connaitre aux personnes noires du Québec leur propre histoire et des aspects méconnus les concernant. Daniel Gay affirme qu'il est important de souligner et d’articuler le sens des comportements, des projets et des attitudes du clergé et du pouvoir politique et intellectuel vis-à-vis de la population noire. Il désire contribuer à la mémoire collective et au devoir de mémoire du passé québécois. Dans son livre, le Québec est représenté en un centre de pouvoir qui gère les rapports inégaux de l'État et sa population majoritaire avec les groupes ethnoraciaux marginalisés.

## Résumé

### Première partie: Profil socio-économique des Noirs
La première partie analyse l'évolution démographique de la population noire et le racisme institutionnel au Québec. De plus, les contributions de la population noire au développement de la société québécoise et caractéristiques sociales, culturelles, sociojuridiques et économiques de celle-ci sont aussi analysées.

#### Chapitre un
Le premier chapitre « Évolution de la population noire et principales contributions des Noirs au développement de la société québécoise » explore les problèmes liés au recensement de la population noire. De plus, il explore l'effectif brut et l'évolution de la population noire, les lieux où elle est présente et sa mobilité résidentielle. Aussi, Daniel Gay déconstruit le mythe de la disparition des Noirs du Québec en analysant les unions interraciales entre les personnes noires et les personnes autochtones ou blanches, l'émigration de la population noire, la pyramide des âges, le ratio hommes-femmes, les motifs d'immigration et l'immigration féminisme. De plus, il évoque les contributions de personnes noires au Québec par rapport à l'exploration du territoire, au service militaire et sur le plan économique, artistique, professionnel et international.

#### Chapitre deux
Le deuxième chapitre « Les types sociojuridiques de Noirs » a comme sujet les différents statuts sociaux et juridiques des habitants noirs du Québec de 1629 à 1889. Les catégories explorées sont les esclaves, les personnes noires libres ou affranchies, les personnes noires nées au Québec et les immigrants noirs. Les esclaves sont divisés en plusieurs sous-catégories : les esclaves de facto ; les esclaves de jure ; les butins de guerre des conflits impliquant la France, les États-Unis et la Grande-Bretagne qui deviennent, pour une partie, des soldats ; les réfugiés noirs américains dans la région de Montréal ; et les esclaves des loyalistes blancs exilés au Québec. Le sujet des Canadiens français importateurs d'esclaves antillais et de l'inhumation des personnes noirs y sont aussi explorés.  En ce qui regarde l'immigration noire, l'origine nationale, la migration interprovinciale et les restrictions vis-à-vis cette immigration.

#### Chapitre trois
Le troisième chapitre « Quelque traits sociaux, économiques et culturels » analyse comment les personnes noires sont nommés et désignés par la société nouvelle-francienne, bas-canadienne et québécoise, la confession religieuse des personnes noires au Québec, leur taux de scolarisation et d'alphabétisation, les maladies auxquelles elles sont exposées, leur hospitalisation et leur taux de mortalité. La participation politique des Noirs au Québec avant et après l'abolition de l'esclavage. Aussi, il examine les secteurs d'emploi des personnes noires au Québec entre le XVIIIe et le XIXe siècle, l'inégalité salariale, les conditions de travail, la pauvreté, la mobilité résidentielle et la recherche d'emploi chez les communautés noires.

#### Chapitre quatre
Le quatrième chapitre « Population noire et principales structures sociales : aspects du racisme institutionnel » explore le statut marital des individus noirs et la composition des familles noires; le traitement des personnes noires par le système juridique, ainsi que leurs droits. Les aspects du racisme antinoir au Québec, tels que la ségrégation raciale, la verbalisation du préjugé racial au moyen d'expressions racistes. Enfin, il analyse l'affaire Johnson v. Sparrow et al. et la solidarité communautaire chez les personnes noires québécoise, ainsi que des cas de solidarité transcommunautaire, c'est-à-dire une solidarité profitant aux personnes noires vivant à l'extérieur du Québec.

### Deuxième partie: La représentation des Noirs
Le deuxième partie concerne la seconde moitié du XVIIIe siècle jusqu'au XXe siècle et elle divisé par trois périodes de cinquante ans. Elle explore tout d'abord l'origine de la représentations des personnes noires dans la théologie et la littérature scientifique de l'époque. Elle aborde, les représentations diffusées au Québec des différentes communautés noires à travers le monde, la nature des rencontres entre des Québécois et des personnes noires à l'étranger. Cette partie examine la représentation des Noirs par les élites québécoises nationalistes et conservatrices et une représentation libérale de ces derniers. Enfin, la représentation des Noirs dans la littérature politique partisane, la caricature, la publicité et dans les arts et spectacles sont analysées.

### Troisième partie: L'autoracisation des Canadiens français et le «fardeau de l'homme blanc»
La troisième partie explore la construction de blanchité canadienne-française, c'est-à-dire l'appartenance des Canadiens Français à une race biologique et culturelle blanche, les attitudes par rapport au métissage, dont le refus du métissage au Québec, et vis-à-vis le « fardeau de l'homme blanc »  et la question de la race au Québec entre 1750 et 1900. Le chapitre « 1850-1900 » analyse les « missions nègres » du clergé catholique en Afrique et au Sud des États-Unis.

## Réception
- Le journaliste Jean-François Nadeau décrit le livre comme un « appel lancé à notre époque » et qualifie l'ouvrage d'incontournable qui relève d'un travail soigné et considérable[9].
- L'artiste Webster affirme que le livre est intéressant d'un point de vue historique, social et culturel[10].
- Antoine Fritz Pierre qualifie l'ouvrage de classique historiographique.